# Ļ (латиниця)
Ļ, ļ (L-седиль) — літера розширеної латинки. Використовується в латиській мові, де є 19 літерою в алфавіті. Позначає твердопіднебінний боковий апроксимант [ʎ], близький до м'якого російського «ль». Назва літери —  "ель". Літера (поряд з іншими літерами з седиллю) введена в латиський алфавіт 1908 року комісією під керівництвом К. Мюленбаха. Оновлена версія алфавіту була офіційно затверджена у 1919 році.